# Fernando Gaviria
Fernando Gaviria Rendón (La Ceja, 19 agosto 1994) è un ciclista su strada e pistard colombiano che corre per la Movistar Team.
Velocista, su pista ha vinto il titolo mondiale dell'omnium nel 2015 e nel 2016. Su strada è professionista dal 2016: tra i successi spiccano una Parigi-Tours (nel 2016), cinque tappe al Giro d'Italia, dove ha anche conquistato la maglia ciclamino della classifica a punti nell'edizione 2017, e due tappe al Tour de France. Sebbene non di suo gradimento, è soprannominato El Mísil.

## Carriera

### Gli esordi

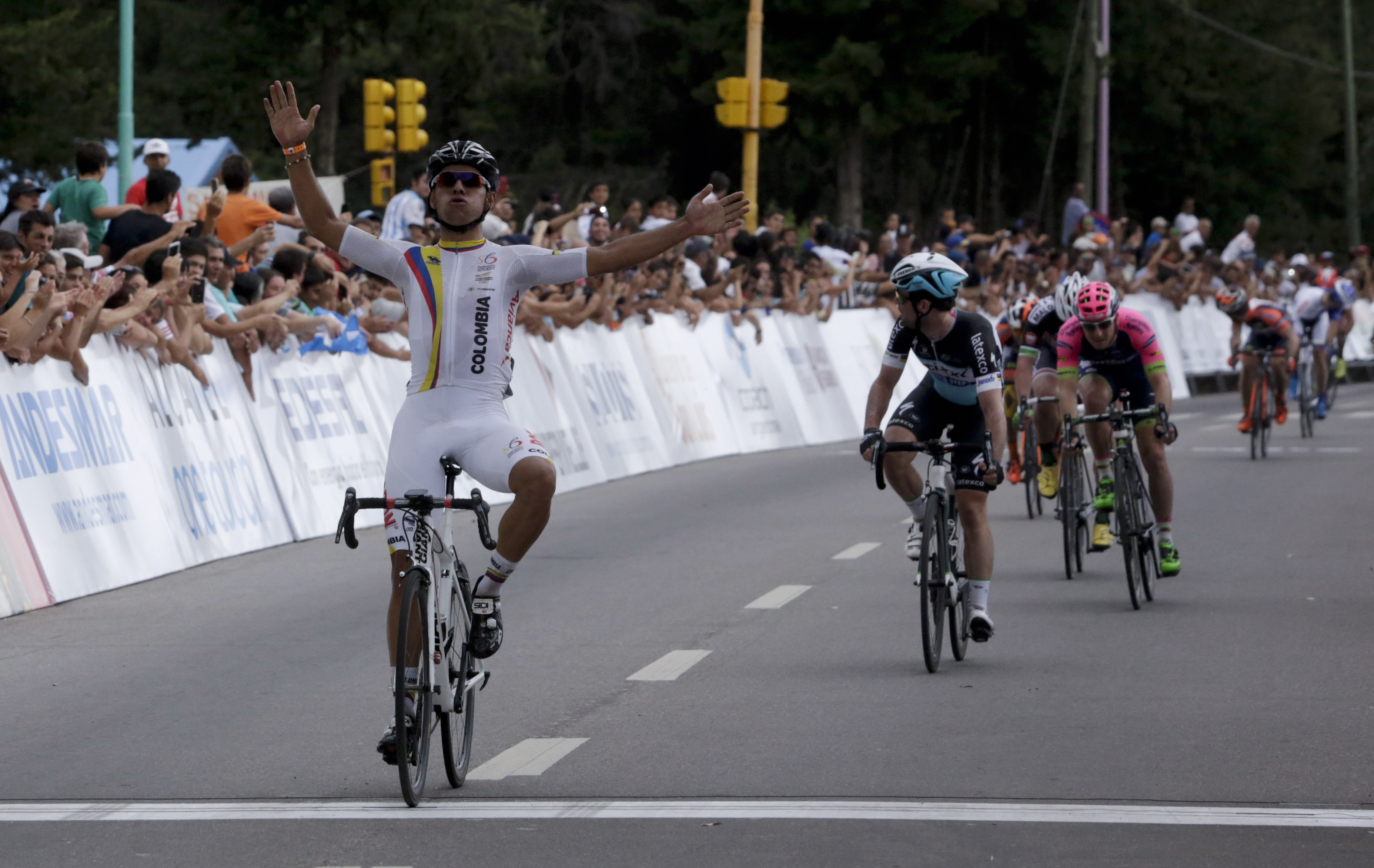
Gaviria vittorioso nella volata della terza tappa del Tour de San Luis 2015, al termine della quale sopravanza nettamente Mark Cavendish.

Fratello minore della pistard Juliana Gaviria (classe 1991), tra gli Juniores vince nel 2012 il titolo mondiale di categoria nell'omnium e nell'americana su pista. Nel 2013, da Open, diventa campione panamericano nell'omnium, mentre l'anno dopo è campione nella specialità multiprova ai Giochi centramericani e caraibici e ai Giochi sudamericani, e vincitore dell'evento omnium di Coppa del mondo a Londra. Su strada si aggiudica invece il titolo panamericano in linea Under-23.
È nel 2015 che Gaviria si mette in evidenza al grande pubblico, ancora ventenne: al Tour de San Luis su strada in gennaio, gareggiando con la maglia della selezione colombiana, riesce a vincere in volata la prima e la terza tappa (veste anche per un giorno l'insegna del primato) e a relegare in entrambi i casi al secondo posto il britannico campione del mondo 2011 Mark Cavendish. In stagione è comunque attivo perlopiù su pista: ai campionati del mondo di Saint-Quentin-en-Yvelines si aggiudica a sorpresa il titolo iridato nell'omnium davanti allo specialista australiano Glenn O'Shea e a quello italiano Elia Viviani, mentre in luglio ai Giochi panamericani di Toronto vince le prove dell'omnium e dell'inseguimento a squadre su pista.
Già in febbraio, dopo il titolo mondiale dell'omnium, la stessa Etixx-Quick Step di Cavendish lo aveva intanto ingaggiato come professionista con un contratto biennale valido a partire dalla stagione 2016. Con la nuova maglia Gaviria debutta come stagista già nell'agosto 2015, e tra agosto e settembre vince una tappa (oltre alla cronometro a squadre) al Giro della Repubblica Ceca e soprattutto la volata nella quarta tappa del Tour of Britain davanti ai pluridecorati André Greipel e Edvald Boasson Hagen.

### Dal 2016: Etixx/Quick-Step
Gaviria debutta ufficialmente da professionista nel gennaio 2016, e nei primi due mesi dell'anno si impone in una tappa al Tour de San Luis (cui si aggiunge la cronosquadre di apertura) e in una al Tour La Provence. Dopo i campionati del mondo su pista di Londra, in cui per il secondo anno consecutivo si laurea campione iridato dell'omnium, fa il suo esordio alla Tirreno-Adriatico, riuscendo subito a imporsi nella tappa con arrivo a Montalto di Castro e dimostrando così un'ottima condizione in vista dell'imminente Milano-Sanremo; anche nella Classicissima desta impressione: rimane con il gruppo dei migliori sul Poggio, ma viene frenato da una caduta negli ultimi 300 metri e tagliato fuori dalla lotta per la vittoria. Dopo il Giro di Svizzera e il Giro di Polonia, in cui vince la seconda e la quarta tappa allo sprint, in agosto vola a Rio de Janeiro per correre la gara dell'omnium ai Giochi olimpici: qui tuttavia, pur avendo disputato una buona corsa, deve accontentarsi del quarto posto. Annunciato il ritiro alle corse su pista per dedicarsi solamente alla strada, è protagonista di un ottimo autunno: è infatti secondo al Kampioenschap van Vlaanderen, primo alla Primus Classic Impanis-Van Petegem, secondo al Gran Piemonte, e infine vincitore, in maniera imperiosa, nella prestigiosa Parigi-Tours, grazie a uno scatto a circa 500 metri dal traguardo che anticipa la volata e impedisce la rimonta del francese Arnaud Démare. Una settimana dopo, nella prova in linea dei campionati del mondo di Doha, si presenta tra i favoriti, ma resta coinvolto in uno scontro con lo sloveno Luka Mezgec e l'australiano Luke Durbridge, slogandosi la spalla e vedendosi costretto al ritiro.

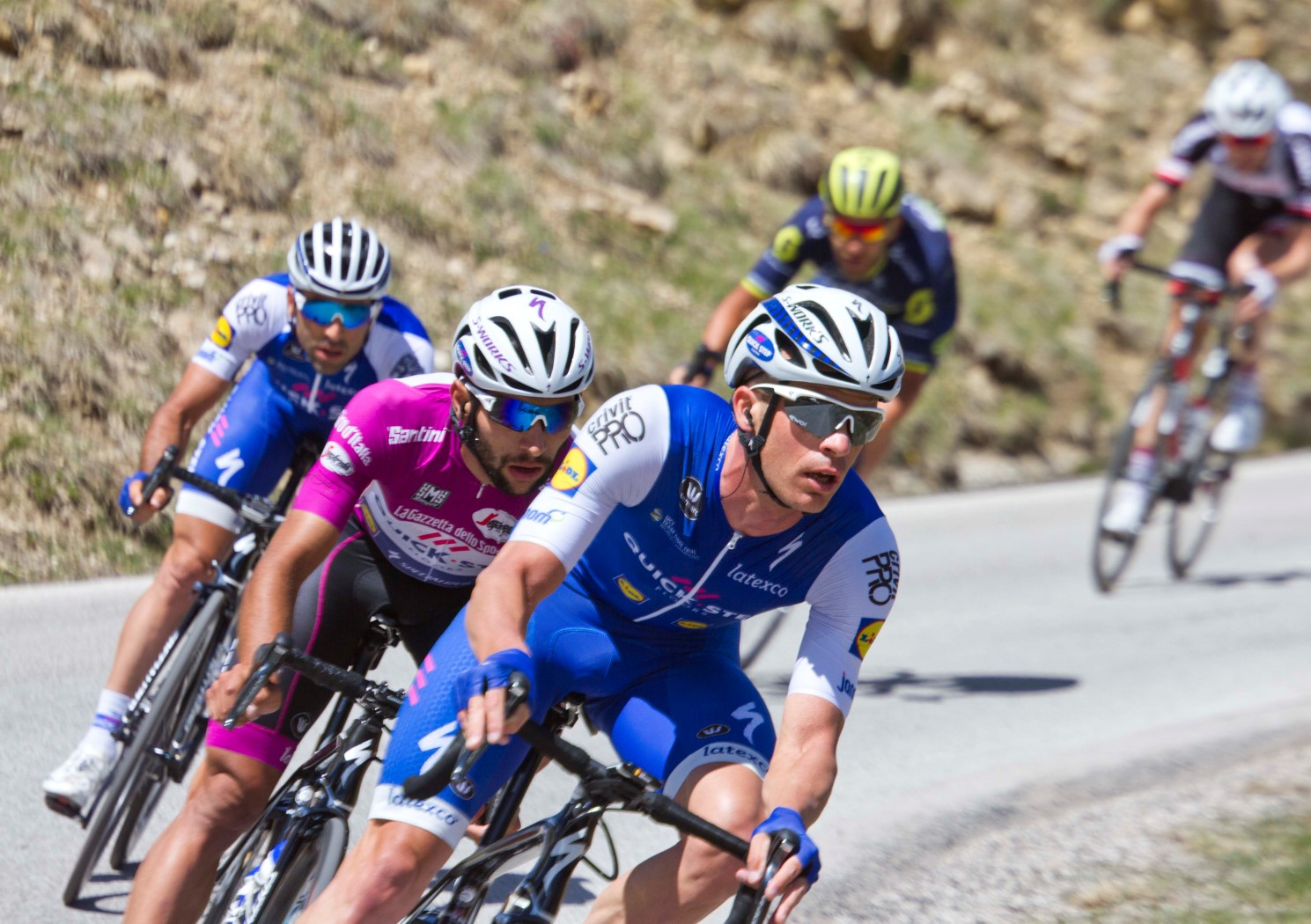
Gaviria in maglia ciclamino, alle spalle del compagno di squadra Iljo Keisse, nel corso della diciottesima tappa del Giro d'Italia 2017.

In maglia Quick-Step Floors comincia il 2017 agonistico in Argentina, vincendo la prima e la quarta tappa della Vuelta a San Juan battendo in entrambi i casi in volata Viviani. Ancora vittorioso alla in una tappa della Volta ao Algarve e in una della Tirreno-Adriatico, cui si aggiungono un quinto posto alla Milano-Sanremo e un nono alla Gand-Wevelgem, debutta in un grande Giro al Giro d'Italia: durante la Corsa Rosa si rende protagonista assoluto degli arrivi allo sprint con ben quattro vittorie parziali – record per un ventiduenne condiviso assieme al veneto Damiano Cunego, il quale raggiunse tale traguardo al vittorioso Giro d'Italia 2004 –, quelle sui traguardi di Cagliari della terza tappa (al termine del quale veste anche per un giorno la maglia rosa), Messina della quinta (andando anche ad indossare la maglia ciclamino della classifica a punti, che farà sua al termine della manifestazione), Reggio Emilia della dodicesima e Tortona della tredicesima. Dopo un periodo di riposo, nel mese di luglio subisce un infortunio in allenamento al polpaccio, che lo costringe a tornare alle competizioni solamente ad inizio settembre al Tour of Britain, dove conquista peraltro la quarta tappa. Vincitore del Kampioenschap van Vlaanderen e quarto alla Primus Classic, il 24 settembre conclude all'ottavo posto la prova in linea dei campionati del mondo di Bergen. Termina la stagione a fine ottobre in Cina, imponendosi nella prima, nella seconda, nella terza e nella sesta e ultima tappa del neonato Tour of Guangxi: in virtù dei quattordici successi, risulta il ciclista più vittorioso dell'anno, a pari merito con il tedesco Marcel Kittel e l'italiano Jakub Mareczko.
Il 2018 vede Gaviria subito vittorioso a fine gennaio, con il successo nella tappa inaugurale della Vuelta a San Juan, corsa dalla quale si ritira però durante la quarta tappa a causa di una caduta. Ad inizio febbraio vince invece le volate della prima, della seconda e della terza frazione della neonata Colombia Oro y Paz. A inizio marzo una caduta durante la sesta tappa della Tirreno-Adriatico gli provoca una frattura alla mano, costringendolo a saltare le imminenti classiche di primavera. Rientra in corsa a fine aprile al Giro di Romandia, sempre lontano dal vivo della corsa e finendo fuori tempo massimo al termine della cronoscalata della terza frazione. Ben altro rendimento dimostra a maggio al Tour of California, vincendo la prima, la quinta e la settima tappa, ovvero tutte e tre le volate di gruppo disputate. Dopo aver corso a giugno il Giro di Svizzera, dove raccoglie tre secondi posti parziali, è la volta della prima partecipazione al Tour de France. La sua Grande Boucle inizia subito nel migliore dei modi: vince infatti la prima tappa in volata, indossando di conseguenza la maglia gialla. Perso il simbolo del primato il giorno seguente dopo essere rimasto coinvolto in una caduta nei chilometri finali di corsa, si ripete vittorioso nella quarta tappa; secondo nella settima frazione, si ritira tuttavia nel corso della dura tappa di montagna della dodicesima tappa. Nella seconda parte dell'anno disputa poche gare, ottenendo comunque un secondo e un terzo posto di tappa al Tour of Britain di inizio settembre. Chiude la sua quarta e ultima stagione tra le file della squadra belga a inizio ottobre al Giro di Turchia, vedendosi costretto al ritiro a causa di una caduta che lo coinvolge nei chilometri finali della frazione inaugurale, in seguito alla quale riporta la frattura della clavicola destra.

## Palmarès

### Strada
- 2012 (Juniores)

Campionati colombiani, Prova a cronometro juniores
- 2013 (Coldeportes-Claro)

Giochi bolivariani, Prova in linea
- 2014 (Coldeportes-Claro)

Campionati panamericani, Prova in linea Under-23
- 2015 (Etixx-Quick Step, quattro vittorie)

1ª tappa Tour de San Luis (San Luis > Villa Mercedes)
3ª tappa Tour de San Luis (Concarán > Juana Koslay)
2ª tappa Giro della Repubblica Ceca (Olomouc > Uničov)
4ª tappa Tour of Britain (Edimburgo > Blyth)
- 2016 (Etixx-Quick Step, sette vittorie)

2ª tappa Tour de San Luis (San Luis > Villa Mercedes)
3ª tappa Tour La Provence (La Ciotat > Marsiglia)
3ª tappa Tirreno-Adriatico (Castelnuovo di Val di Cecina > Montalto di Castro)
2ª tappa Giro di Polonia (Tarnowskie Góry > Katowice)
4ª tappa Giro di Polonia (Nowy Sącz > Rzeszów)
Primus Classic Impanis-Van Petegem
Parigi-Tours
- 2017 (Quick-Step Floors, quattordici vittorie)

1ª tappa Vuelta a San Juan (San Juan > San Juan)
4ª tappa Vuelta a San Juan (San Martín > San Martín)
1ª tappa Volta ao Algarve (Albufeira > Lagos)
6ª tappa Tirreno-Adriatico (Ascoli Piceno > Civitanova Marche)
3ª tappa Giro d'Italia (Tortolì > Cagliari)
5ª tappa Giro d'Italia (Pedara > Messina)
12ª tappa Giro d'Italia (Forlì > Reggio Emilia)
13ª tappa Giro d'Italia (Reggio Emilia > Tortona)
4ª tappa Tour of Britain (Mansfield > Newark-on-Trent)
Kampioenschap van Vlaanderen
1ª tappa Tour of Guangxi (Beihai > Beihai)
2ª tappa Tour of Guangxi (Qinzhou > Nanning)
3ª tappa Tour of Guangxi (Nanning > Nanning)
6ª tappa Tour of Guangxi (Guilin > Guilin)
- 2018 (Quick-Step Floors, nove vittorie)

1ª tappa Vuelta a San Juan (San Juan > Pocito)
1ª tappa Colombia Oro y Paz (Palmira > Palmira)
2ª tappa Colombia Oro y Paz (Palmira > Palmira)
3ª tappa Colombia Oro y Paz (Palmira > Buga)
1ª tappa Tour of California (Long Beach > Long Beach)
5ª tappa Tour of California (Stockton > Elk Grove)
7ª tappa Tour of California (Sacramento > Sacramento)
1ª tappa Tour de France (Noirmoutier-en-l'Île > Fontenay-le-Comte)
4ª tappa Tour de France (La Baule > Sarzeau)
- 2019 (UAE Team Emirates, sei vittorie)

1ª tappa Vuelta a San Juan (San Juan > Pocito)
4ª tappa Vuelta a San Juan (San José de Jáchal > Valle Fértil/Villa San Agustín)
2ª tappa UAE Tour (Yas Mall > Abu Dhabi)
3ª tappa Giro d'Italia (Vinci > Orbetello)
1ª tappa Tour of Guangxi (Beihai > Beihai)
5ª tappa Tour of Guangxi (Liuzhou > Guilin)
- 2020 (UAE Team Emirates, sei vittorie)

2ª tappa Vuelta a San Juan (Pocito > Pocito)
4ª tappa Vuelta a San Juan (San José de Jáchal > Valle Fértil/Villa San Agustín)
7ª tappa Vuelta a San Juan (San Juan > San Juan)
2ª tappa Vuelta a Burgos (Castrojeriz > Villadiego)
2ª tappa Tour du Limousin (Base Départementale de Rouffiac > Grand Étang de Saint-Estèphe)
Giro della Toscana
- 2021 (UAE Team Emirates, una vittoria)

3ª tappa Giro di Polonia (Sanok > Rzeszów)
- 2022 (UAE Team Emirates, due vittorie)

1ª tappa Tour of Oman (Al Rustaq Fort > Mascate)
6ª tappa Tour of Oman (Al Mouj Muscat > Matrah Corniche)
- 2023 (Movistar Team, due vittorie)

4ª tappa Vuelta a San Juan (Circuito San Juan Villicum > Barreal)
5ª tappa Giro di Romandia (Vufflens-la-Ville > Ginevra)
- 2024 (Movistar Team, una vittoria)

1ª tappa Tour Colombia (Paipa > Duitama)

#### Altri successi
- 2015 (Etixx-Quick Step)

1ª tappa Giro della Repubblica Ceca (Uničov > Uničov, cronosquadre)
- 2016 (Etixx-Quick Step)

1ª tappa Tour de San Luis (El Durazno > El Durazno, cronosquadre)
Classifica a punti Tour La Provence
- 2017 (Quick-Step Floors)

Classifica a punti Giro d'Italia
Classifica a punti Tour of Guangxi
- 2018 (Quick-Step Floors)

Classifica a punti Colombia Oro y Paz
Classifica a punti Tour of California
- 2022 (UAE Team Emirates)

Classifica a punti Tour of Oman

### Pista
- 2012

Campionati del mondo Juniors, Omnium
Campionati del mondo Juniors, Americana
- 2013

Campionati panamericani, Omnium
- 2014

Giochi centramericani e caraibici, Omnium
Giochi sudamericani, Omnium
2ª prova Coppa del mondo, Omnium (Londra)
- 2015

Campionati del mondo, Omnium
Giochi panamericani, Omnium
Giochi panamericani, Inseguimento a squadre
- 2016

Campionati del mondo, Omnium
- 2019

Calì, Americana (con Juan Esteban Arango)

## Piazzamenti

### Grandi Giri
- Giro d'Italia

2017: 129º
2019: ritirato (7ª tappa)
2020: non partito (16ª tappa)
2021: 109º
2022: 128º
2023: 117º
2024: 137º
- Tour de France

2018: ritirato (12ª tappa)
2024: ritirato (17ª tappa)
- Vuelta a España

2019: 147º

### Classiche monumento
- Milano-Sanremo

2016: 79º
2017: 5º
2019: 16º
2020: 90º
2021: 112º
2023: 129º
- Giro delle Fiandre

2019: 78º
- Parigi-Roubaix

2019: non partito
2021: ritirato

### Competizioni mondiali
- Campionati del mondo su strada

Ponferrada 2014 - In linea Under-23: 20º
Doha 2016 - In linea Elite: ritirato
Bergen 2017 - In linea Elite: 8º
Fiandre 2021 - In linea Elite: ritirato
Glasgow 2023 - In linea Elite: ritirato
- Campionati del mondo su pista

Invercargill 2012 - Americana Juniores: vincitore
Invercargill 2012 - Omnium Juniores: vincitore
Cali 2014 - Inseguimento a squadre maschile: 10º
Saint-Quentin-en-Yvelines 2015 - Omnium: vincitore
Saint-Quentin-en-Yvelines 2015 - Inseguimento a squadre maschile: 12º
Londra 2016 - Omnium: vincitore
Londra 2016 - Americana: 6º
- Giochi olimpici

Rio de Janeiro 2016 - Omnium: 4º
Parigi 2024 - Omnium: 17º
- UCI World Tour

UCI World Tour 2016: 88º
UCI World Tour 2017: 29º
UCI World Tour 2018: 71º